# Angelika Noack
Angelika Noack (20 de octubre de 1952) es una deportista de la RDA que compitió en remo.
Participó en dos Juegos Olímpicos de Verano en los años 1976 y 1980, obteniendo dos medallas, plata en Montreal 1976 y oro en Moscú 1980. Ganó cinco medallas en el Campeonato Mundial de Remo entre los años 1974 y 1979, y tres medallas en el Campeonato Europeo de Remo entre los años 1971 y 1973.
También fue entrenadora del equipo alemán, participando en diversas copas europeas y mundiales con el equipo de remo.

## Palmarés internacional
| Juegos Olímpicos   | Juegos Olímpicos          | Juegos Olímpicos  | Juegos Olímpicos   |
| Año                | Lugar                     | Medalla           | Prueba             |
| ------------------ | ------------------------- | ----------------- | ------------------ |
| 1976               | Montreal (Canadá)         | Medalla de plata  | Dos sin timonel    |
| 1980               | Moscú (URSS)              | Medalla de oro    | Cuatro con timonel |
| Campeonato Mundial |                           |                   |                    |
| Año                | Lugar                     | Medalla           | Prueba             |
| 1974               | Lucerna (Suiza)           | Medalla de oro    | Cuatro con timonel |
| 1975               | Nottingham (Reino Unido)  | Medalla de oro    | Dos sin timonel    |
| 1977               | Ámsterdam (Países Bajos)  | Medalla de oro    | Dos sin timonel    |
| 1978               | Cambridge (Nueva Zelanda) | Medalla de oro    | Cuatro con timonel |
| 1979               | Bled (Yugoslavia)         | Medalla de plata  | Cuatro con timonel |
| Campeonato Europeo |                           |                   |                    |
| Año                | Lugar                     | Medalla           | Prueba             |
| 1971               | Copenhague (Dinamarca)    | Medalla de bronce | Cuatro con timonel |
| 1972               | Brandeburgo (RDA)         | Medalla de plata  | Cuatro con timonel |
| 1973               | Moscú (URSS)              | Medalla de plata  | Cuatro con timonel |